# منطقه مرکز تجاری سیدنی
منطقه مرکز تجاری سیدنی (به انگلیسی: Sydney central business district) یک ناحیه تجاری مرکزی و حومه شهر در استرالیا است که در نیو ساوت ولز واقع شده‌است.